# Mastaleptea maculifrons
Mastaleptea maculifrons är en insektsart som beskrevs av Marius Descamps 1971. Mastaleptea maculifrons ingår i släktet Mastaleptea och familjen Euschmidtiidae. Inga underarter finns listade i Catalogue of Life.